# Mory Kanté
Mory Kanté [mɔˈʀi kɑ̃ˈte] (* 29. März 1950 in Albadania bei Kissidougou; † 22. Mai 2020 in Conakry) war ein guineischer Griot-Musiker.

## Leben
Mory Kanté wurde als Kind an einer französischen Schule ausgebildet und lernte zuerst das Balafon zu spielen, welches in seiner Familie symbolische Bedeutung genießt. Als 15-Jähriger wurde er zu seiner Tante in Bamako geschickt, um dort zu leben und den Initiationsritus für einen Griotsänger durchführen zu können. Als er wieder in seine Heimatstadt zurückkehrte, ließ er sich von diversen Musikstilrichtungen beeinflussen: Chachacha, Mambo, Rumba, Soul, Popmusik, Yéyé und Funk. Mory Kanté entdeckte gleichzeitig auch das Interesse am Gitarrenspiel.
Als 21-Jähriger wurde er von Tidiane Kone, dem Saxophonisten und Bandleiter der Rail Band, entdeckt und schloss sich der Band als Gitarrist und Balafonist an. Zwei Jahre später (1973) wurde er zum Hauptsänger der Gruppe. Er entdeckte das Musikinstrument Kora, dessen Spiel er sich autodidaktisch aneignete, und ging mit der Band auf eine Tour durch Westafrika. 1976 wurde er als Sänger mit dem Preis Voix d’Or (auf Deutsch: „Goldene Stimme“) von Nigeria ausgezeichnet. Im Jahr darauf wollte er sich wieder in die Griot-Tradition vertiefen.
Mory Kanté verließ die Band als 28-Jähriger (1978) und zog nach Abidjan. Mit einem kleinen Ensemble spielte er im Climbier, einem renommierten Club in Abidjan. Der Leiter des amerikanischen Labels Ebony Records entdeckte ihn und produzierte 1981 das erste Album Courougnene. Dieses Album brachte Mory Kanté in Afrika erneut große Aufmerksamkeit.
1984 reiste Mory Kanté nach Frankreich und ließ sich in Paris ohne Aufenthaltsgenehmigung nieder. Bei Auftritten in Paris feierte er erste Erfolge. 1985 konnte er eine Komposition für den französischen Film Black Mic-Mac beisteuern. 1986 unterschrieb er einen Plattenvertrag bei Barclay Records für das Album 10 Kola Nuts, welches für die Victoires de la Musique nominiert wurde. Das Lied Yé ké yé ké, welches bereits auf dem Album À Paris vorhanden war, wurde neu aufgenommen und auf dem 1987 erschienenen Album Akwaba Beach veröffentlicht. Mit dieser Version gelang ihm der weltweite Durchbruch. 1990 hatte er einen Auftritt im New Yorker Central Park am Gedenktag zum Sturm der Bastille als französischer Repräsentant. Das Album Touma (deutsch „Der Moment“) erreichte in Frankreich Goldstatus.
Kanté absolvierte ab den 1990er Jahren viele Auftritte. Die seitdem erschienenen Platten Nongo Village (1994), Tatebola (1996), Tamala – Le Voyageur (2001), Best Of (2002) und das akustische und stark griotbeeinflusste Album Sabou (2004) konnten alle nicht mehr an den Erfolg von Akwaba Beach anknüpfen.
Mory Kanté starb im Mai 2020 nach langer Krankheit im Alter von 70 Jahren in der guineischen Hauptstadt Conakry.

## Erfolge
Mory Kanté landete im Sommer 1988 auf dem Höhepunkt des Ethno-Pops mit der Single Yé ké yé ké (auch Yeke yeke) einen europaweiten Hit. In Deutschland und in der Schweiz stieg er damit bis auf Platz 2 der Singlecharts. Das vorgängig veröffentlichte Album Akwaba Beach stieg in der Schweiz am 17. Juli 1988 auf Platz 1.
1994 brachte das deutsche Techno-Duo Hardfloor einen Remix von Yeke yeke heraus. Der Remix ist unter anderem auf dem Soundtrack des Films The Beach zu hören. Ein weiterer Techno-Remix ist Yeke Yeke 2008 von Picco.

## Diskografie
- 1981: Courougnene (Elfenbeinküste)
- 1982: N’Diarabi
- 1984: A Paris
- 1986: 10 Kola Nuts
- 1987: Akwaba Beach (FR: Gold)
- 1990: Touma
- 1994: Nongo Village
- 1996: Tatebola
- 2001: Tamala – Le Voyageur
- 2002: Best Of
- 2004: Sabou
- 2012: La Guinéenne